# Anillo esclerótico
Anillo esclerótico se refiere a un anillo de hueso que se encuentra en los ojos de varios grupos de animales vertebrados, exceptuando a los mamíferos y a los crocodilianos. Estos anillos pueden estar compuestos de un único hueso o de varios pequeños huesos juntos. Se cree que estos cumplen un papel de soporte del ojo, especialmente en animales cuyos ojos no son esféricos, o que viven debajo del agua. El anillo esclerótico osifica de la parte anterior del cartílago esclerótico formado a partir de las cápsulas ópticas embrionarias.
Se conocen anillos escleróticos fósiles de gran variedad de animales extintos, incluyendo a los ictiosaurios, pterosaurios y dinosaurios, aunque frecuentemente no quedan preservados.

## Galería de imágenes

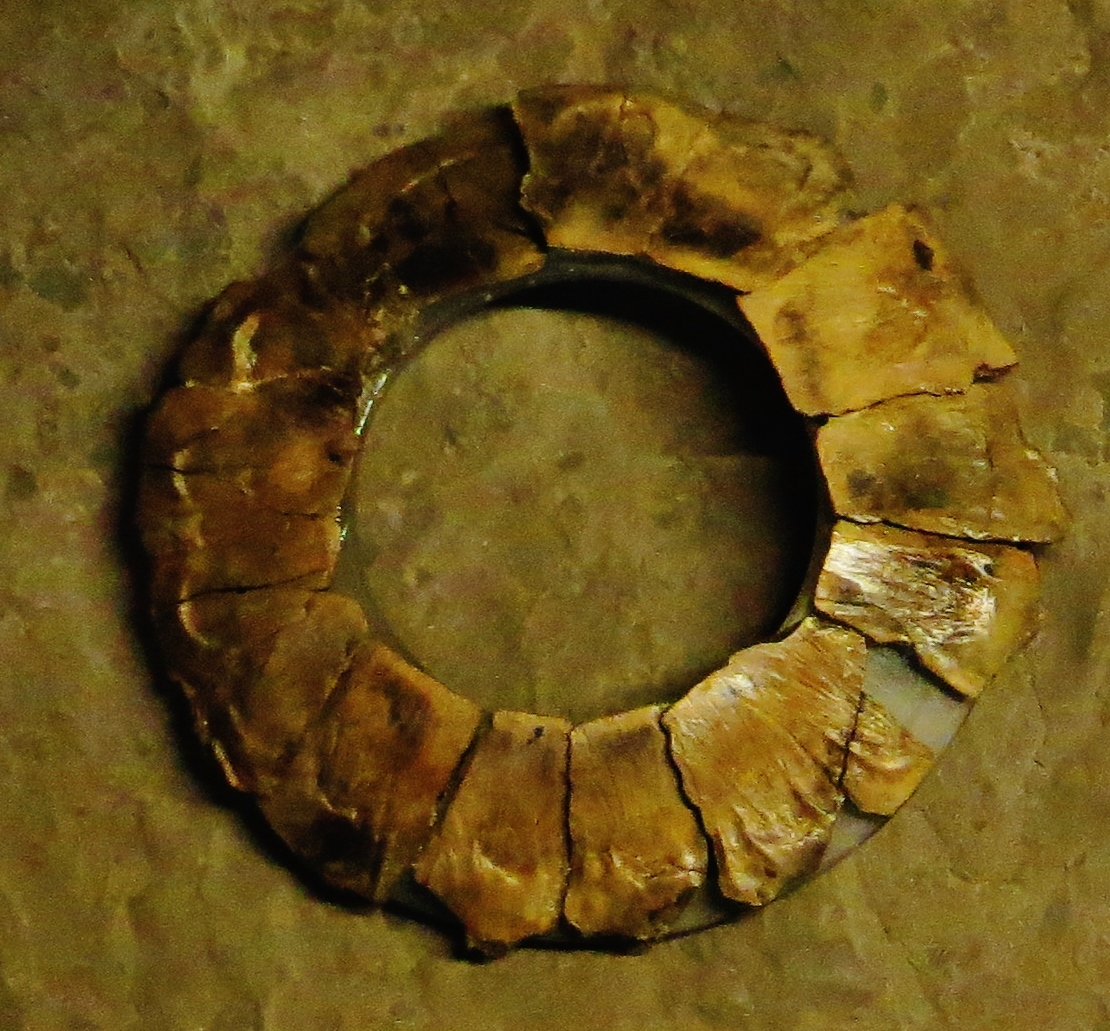
Anillo esclerótico del ictiosaurio Ophthalmosaurus icenicus
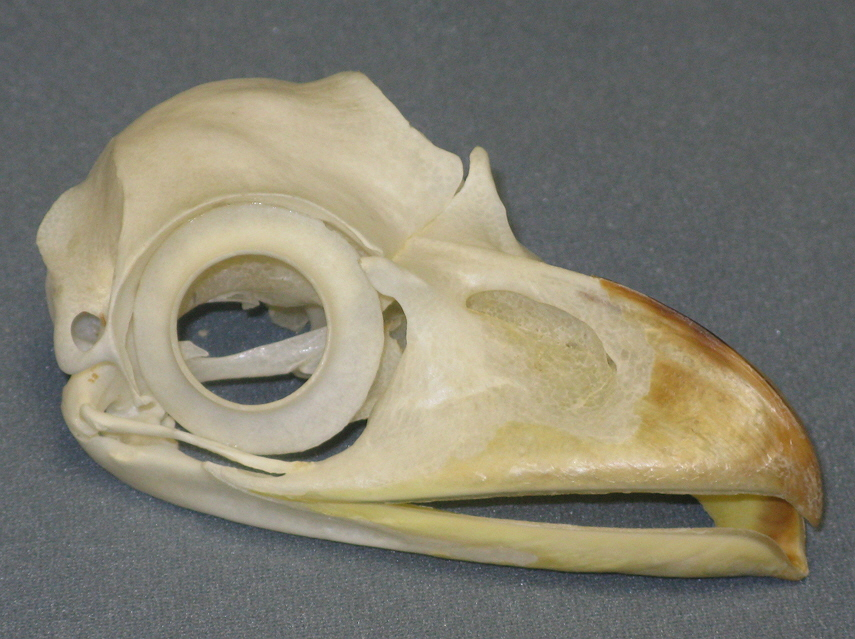
Cráneo de Podargus strigoides con su anillo esclerótico en la órbita.
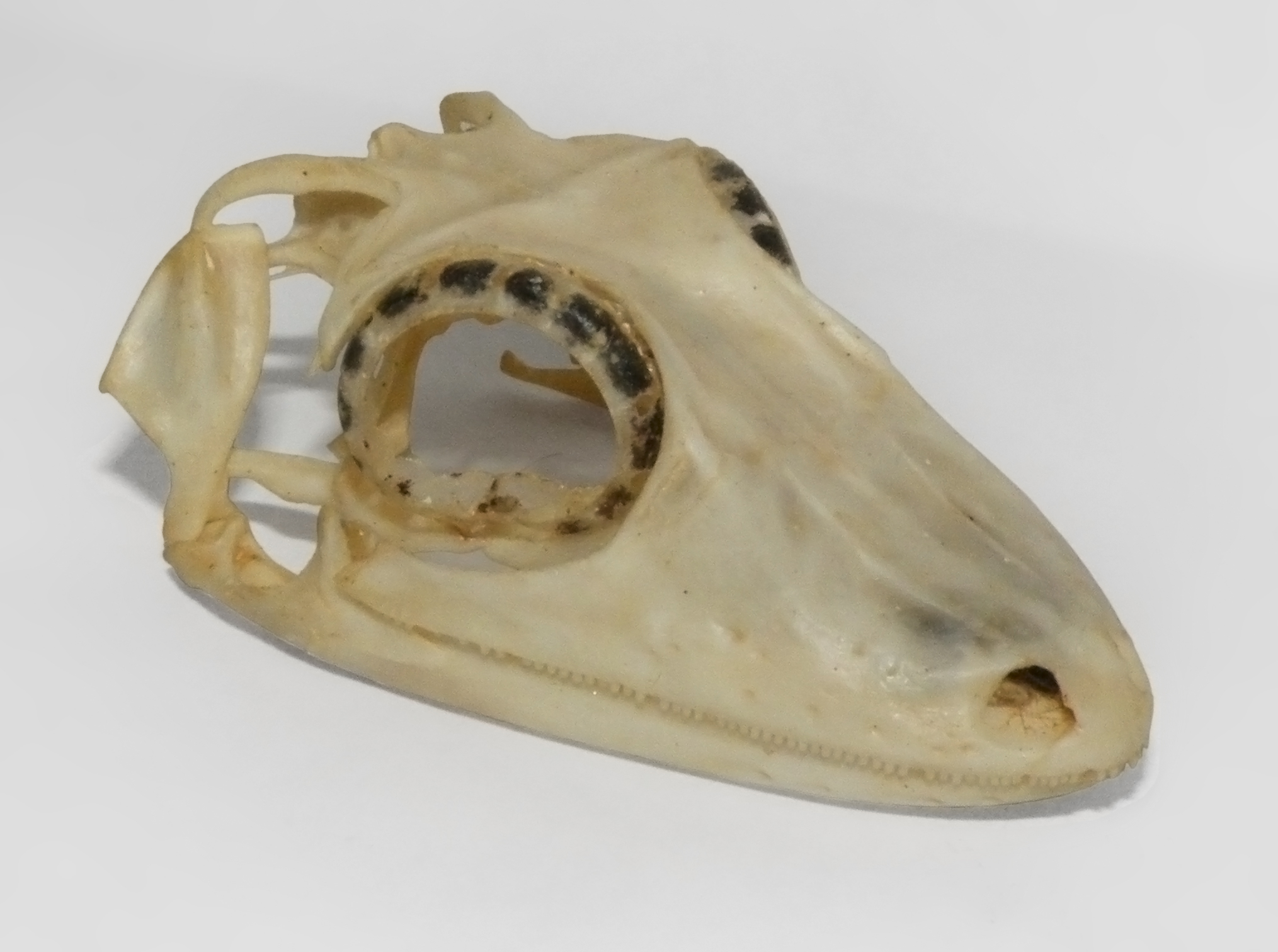
Un cráneo de un Uroplatus (gecko con cola plana), mostrando sus grandes anillos escleróticos
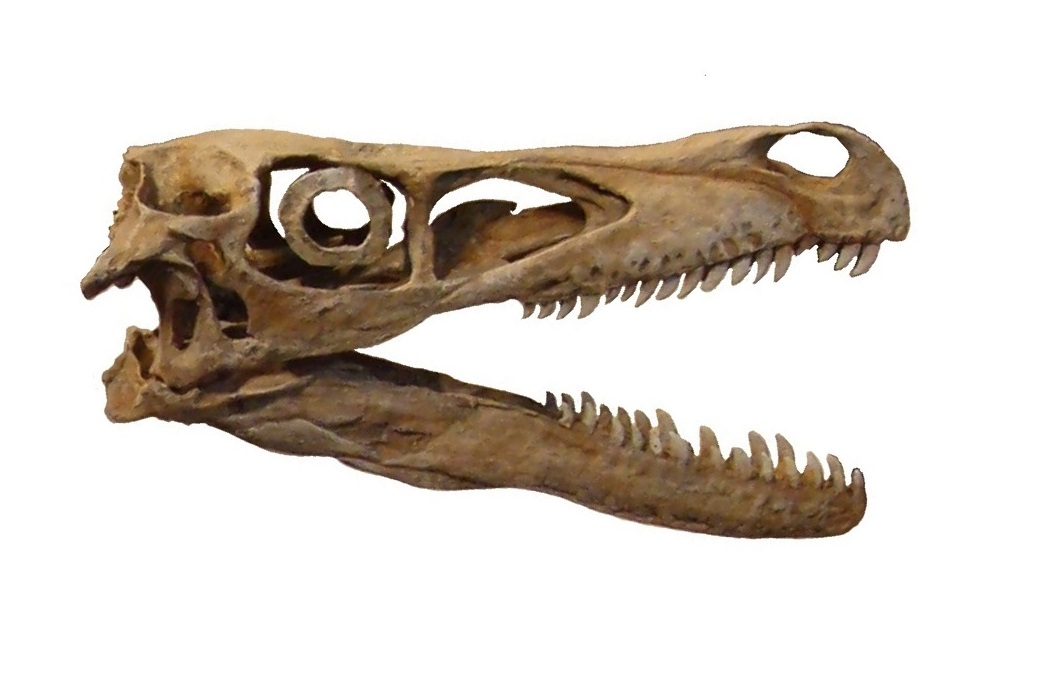
Cráneo del dinosaurio Velociraptor con su anillo esclerótico en la órbita.
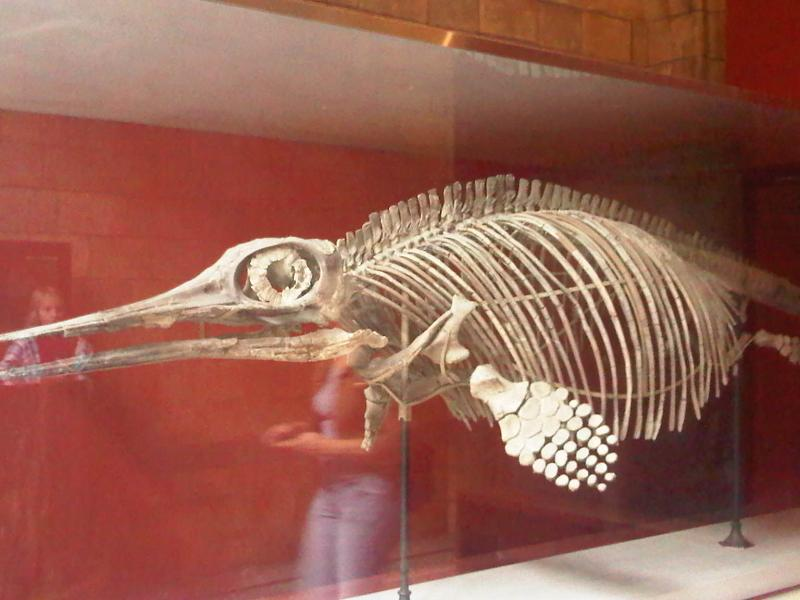
El anillo esclerótico de Ophthalmosaurus ("lagarto ojo") fue uno de los mayores en el reino animal
Diagrama mostrando la posición del anillo esclerótico dentro del ojo de un ave